# レザ・ハギギ
レザ・ハギギ（Reza Haghighi Shandiz、1989年2月1日 - ）は、イランの元サッカー選手。元イラン代表。ポジションはミッドフィールダー。

## 来歴
2009年にイラン代表でデビュー。デビュー後、代表から遠ざかるが、2012年に復帰、2014 FIFAワールドカップのメンバーにも選出され、アルゼンチン戦に途中出場した。イラン代表で通算9試合に出場した。

## 代表歴

### 出場大会
- イラン代表
  - 2014 FIFAワールドカップ

### 試合数
- 国際Aマッチ 9試合 0得点（2009年-2014年）[1]

| イラン代表 | 国際Aマッチ | 国際Aマッチ |
| 年         | 出場        | 得点        |
| ---------- | ----------- | ----------- |
| 2009       | 1           | 0           |
| 2010       | 0           | 0           |
| 2011       | 0           | 0           |
| 2012       | 2           | 0           |
| 2013       | 2           | 0           |
| 2014       | 4           | 0           |
| 通算       | 9           | 0           |